# 高尾健太
- 髙尾健太

高尾 健太（たかお けんた、1988年1月17日 - ）は、香川県高松市出身の元プロ野球選手（投手）。現在はカイロプラクターやドラコンプロとして活動している。

## 来歴
小学4年生の時、地元の軟式野球チームに入団、中学2年生から投手となる。
高松商高時代は、エースとして2004年の秋季県大会、2005年の春季県大会を制覇した。同年夏の全国高等学校野球選手権香川大会でも優勝候補の筆頭にあげられていたが、3回戦で敗れて甲子園出場はならなかった。卒業後は地元の社会人のチームのセレクションを受けたが不合格となり、他の企業や大学にも進まず、地元の一般企業（造船会社）に就職。野球は週末に軟式野球を行う程度だった。
2007年5月、地元でおこなわれた四国アイランドリーグ（現・四国アイランドリーグplus）・香川オリーブガイナーズ主催の公式戦で、一般客による始球式に参加し、高校時代の最速を上回る135kmの速球を投げ込んだ。その投球が香川の監督である西田真二の目に留まり、球団から練習に参加するよう勧誘される。そのまま同年夏に香川に入団し、公式戦登板も果たす。
2008年シーズンにリリーフとして頭角を現し、初勝利も上げた。続く2009年シーズンは、福田岳洋とともにローテーションの一翼を担った。
2010年シーズンも前年に引き続き主軸投手となり、最多勝・最多奪三振の2冠を獲得してリーグ戦前後期制覇とグランドチャンピオンシップ制覇に貢献する。2011年シーズンも前年に続き最多勝・最多奪三振の2冠を獲得した（最多勝利は徳島の大川学史と同数）。アイランドリーグで、「投手部門表彰の2年連続2冠」は2024年終了時点で高尾が唯一の達成者である。しかし、この2年間の働きで肩を痛め、2012年5月24日練習生に降格した。その後も回復が見込めないことから、11月6日に球団から現役引退が発表された。通算41勝は引退時点でリーグ史上2位の数字であった。引退後の11月21日に香川球団が開いたシーズン報告会に出席し、西田監督から「彼がいなかったから日本一（引用者注：グランドチャンピオンシップ優勝）を逃したと言っていいほど、2年前の日本一の時は勝利に大きく貢献してくれました。NPBとは縁がありませんでしたが、こういう影でチームに貢献してくれるプレーヤーがいるんです。みんなの前で言いたかったのは「ありがとう」という一言です」とねぎらいの言葉をかけられた。
引退後はテキサスカイロプラクティックカレッジでカイロプラクティックの技術を学び、地元・高松市で「カイロハウスけん」の院長を務めている。JCA認定スポーツカイロプラクター、健康管理士、米国カイロプラクティック医師学会会員、美肌エキスパートの資格を持つ。
趣味でゴルフを楽しんでいたが、ドライバーの飛距離に自信があったことから、2019年11月にドラコンのプロテストを受け、合格を果たした。JPDA認定のドラコンツアープロとして、カイロプラクティックの仕事の合間を縫って、練習や体力強化に励んでいる。

## 詳細情報

### 年度別投手成績
| 年 度    | 球 団    | 登 板 | 完 封 | 勝 数 | 敗 数 | セ ｜ ブ | 勝 率 | 投 球 回 | 与 四 球 | 与 死 球 | 奪 三 振 | 自 責 点 | 防 御 率 | 三 振 率 |
| -------- | -------- | ----- | ----- | ----- | ----- | -------- | ----- | -------- | -------- | -------- | -------- | -------- | -------- | -------- |
| 2007     | 香川     | 3     | 0     | 0     | 0     | 0        | ---   | 1.1      | 3        | 0        | 1        | 1        | 6.92     | 6.75     |
| 2008     | 香川     | 29    | 0     | 1     | 0     | 3        | 1.00  | 40.0     | 16       | 6        | 35       | 11       | 2.47     | 7.88     |
| 2009     | 香川     | 27    | 1     | 10    | 6     | 0        | .625  | 142.1    | 47       | 11       | 117      | 40       | 2.53     | 7.40     |
| 2010     | 香川     | 25    | 2     | 15    | 8     | 0        | .652  | 161.1    | 43       | 13       | 128      | 47       | 2.62     | 7.14     |
| 2011     | 香川     | 28    | 1     | 15    | 7     | 1        | .682  | 165.1    | 44       | 10       | 129      | 53       | 2.89     | 7.02     |
| 通算:5年 | 通算:5年 | 112   | 4     | 41    | 21    | 4        | .661  | 510.1    | 153      | 40       | 410      | 152      | 2.68     | 7.23     |

- 各年度の太字はリーグ最高

### 背番号
- 22 （2007年 - 2011年）
- 45 （2012年）